# 기원전 24세기
기원전 24세기는 기원전 2400년부터 기원전 2301년까지를 말한다.

## 주요 사건
- 기원전 2900년 ~ 기원전 2334년경: 초기 왕조 시대의 메소포타미아 전쟁 계속되다.
- 기원전 2360년경: 헤클라 산이 분화하다.
- 기원전 2350년경: 마리시의 첫 파괴가 일어나다.
- 기원전 2345년경: 이집트 제5왕조 멸망, 이집트 제6왕조가 시작(일설에는 기원전 2460년)되다.
- 기원전 2340년경 ~ 기원전 2180년경: 아카드 제국이 건국하다.
- 기원전 2334년경 ~ 기원전 2279년경: 아카드의 사르곤 왕이 수메르를 정복하다.
- 기원전 2333년경: 한국 신화에서 단군이 고조선을 건국하다.(기원전 2333년이 아니라는 설도 있다.)

## 주요 인물
- 우루카기나
- 엔헤두안나
- 사르곤
- 프타호텝
- 단군왕검

## 발명, 발견, 과학사
- 고대 이집트에서 양봉이 처음으로 언급됨[1]

## 년대와 년도
| 기원전 2400년대 | 전2409 | 전2408 | 전2407 | 전2406 | 전2405 | 전2404 | 전2403 | 전2402 | 전2401 | 전2400 |
| 기원전 2390년대 | 전2399 | 전2398 | 전2397 | 전2396 | 전2395 | 전2394 | 전2393 | 전2392 | 전2391 | 전2390 |
| 기원전 2380년대 | 전2389 | 전2388 | 전2387 | 전2386 | 전2385 | 전2384 | 전2383 | 전2382 | 전2381 | 전2380 |
| 기원전 2370년대 | 전2379 | 전2378 | 전2377 | 전2376 | 전2375 | 전2374 | 전2373 | 전2372 | 전2371 | 전2370 |
| 기원전 2360년대 | 전2369 | 전2368 | 전2367 | 전2366 | 전2365 | 전2364 | 전2363 | 전2362 | 전2361 | 전2360 |
| 기원전 2350년대 | 전2359 | 전2358 | 전2357 | 전2356 | 전2355 | 전2354 | 전2353 | 전2352 | 전2351 | 전2350 |
| 기원전 2340년대 | 전2349 | 전2348 | 전2347 | 전2346 | 전2345 | 전2344 | 전2343 | 전2342 | 전2341 | 전2340 |
| 기원전 2330년대 | 전2339 | 전2338 | 전2337 | 전2336 | 전2335 | 전2334 | 전2333 | 전2332 | 전2331 | 전2330 |
| 기원전 2320년대 | 전2329 | 전2328 | 전2327 | 전2326 | 전2325 | 전2324 | 전2323 | 전2322 | 전2321 | 전2320 |
| 기원전 2310년대 | 전2319 | 전2318 | 전2317 | 전2316 | 전2315 | 전2314 | 전2313 | 전2312 | 전2311 | 전2310 |
| 기원전 2300년대 | 전2309 | 전2308 | 전2307 | 전2306 | 전2305 | 전2304 | 전2303 | 전2302 | 전2301 | 전2300 |
| 기원전 2290년대 | 전2299 | 전2298 | 전2297 | 전2296 | 전2295 | 전2294 | 전2293 | 전2292 | 전2291 | 전2290 |